# Seth Shostak
Seth Shostak (n. 20 iulie 1943, Virginia, SUA) este un astronom american, în prezent astronom senior al Institutului SETI și fost director al Centrului pentru cercetări al SETI, când acesta era un departament separat.

## Biografie
Shostak a crescut în Arlington County, Virginia și a obținut o diplomă în fizică la Universitatea Princeton și un doctorat în astrofizică la Institutul de Tehnologie din California.  Începând cu anul 2001, a fost astronom senior la Institutul SETI, o organizație non-profit a cărei misiune este "să exploreze, să înțeleagă și să explice originea, natura și prevalența vieții în univers". Institutul SETI, situat în Mountain View, California, are peste 50 de cercetători care studiază toate aspectele legate de căutarea vieții, originile acesteia, mediul în care se dezvoltă viața și soarta finală a vieții și a universului. Shostak este un participant activ la programele de observare ale Institutului și găzduiește emisiunea săptămânală SETI de radio Big Picture Science  începând cu 2002. În fiecare săptămână, Shostak ia interviuri oaspeților despre cele mai recente cercetări științifice pe o varietate de teme: cosmologie, fizică, genetică, paleontologie, biologie evolutivă și astrobiologie. Big Picture Science este distribuită în rețeaua Public Radio Satellite System și Public Radio Exchange și este disponibilă pentru descărcare de pe site-ul Institutului SETI și prin intermediul podcasturilor. 
Shostak găzduiește, de asemenea, spectacolul lunar "Skeptic Check" care s-a axat pe depistarea pseudoștiinței, a OZN-urilor și a practicilor precum astrologia și radiestezia.
În 2010, a fost ales ca membru al Comitetului de Anchetă al Scepticilor - Committee for Skeptical Inquiry. A fost președinte al Comitetului Permanent al Academiei Internaționale de Astronautică SETI în perioada 2003-2012. El a publicat patru cărți, aproape 300 de articole populare despre astronomie, tehnologie, film și televiziune și poartă discuții frecvente atât cu publicul tânăr, cât și cu adulții.
Înainte de implicarea sa în cercetarea SETI, el a folosit telescoape radio în SUA și Olanda, căutând indicii despre soarta finală a universului, analizând mișcarea galaxiei. În 1999, a realizat douăsprezece lecții de 30 de minute pe bandă audio-video, lecții intitulate "Căutarea vieții inteligente în spațiu" pentru The Teaching Company (The Great Courses). 

## Filmografie
| An   | Titlu                                                         | Rol                                             | Note |
| ---- | ------------------------------------------------------------- | ----------------------------------------------- | --- |
| 2008 | The Day the Earth Stood Still - Ziua în care Pământul se opri | Consultant: astrobiologie (echipa de producție) | O refacere a filmului clasic sf din 1951 despre vizita pe Pământ a unui extraterestru și a robotului său |
| 2007 | Star Trek: Of Gods and Men                                    | Enterprise Communications Officer (actor)       | Video |

### Serii de televiziune / web
| An        | Titlu                                                                     | Ca                                          | Note |
| --------- | ------------------------------------------------------------------------- | ------------------------------------------- | --- |
| 2017      | How the Universe Works                                                    | Rolul său ca astronom                       | Episodul: "Strangest Alien Worlds"                                                                                                  |
| 2013      | Alien Encounters (miniserie TV, documentar)                               | Rolul său ca astronom                       | Episodul:"The Offspring" Episodul:"The Invasion"                                                                                    |
| 2012-2013 | Ancient Aliens (serie TV, documentar)                                     | Rolul său ca astronom Senior                | Episodul: "Destinația: Orion" Episodul:"Extratereștri și mușamalizări" Episodul:"The Time Travelers" Episodul:"The NASA Connection" |
| 2012      | Science Club (serie TV)                                                   | Rolul său - SETI Institute                  | Episodul:"Space" |
| 2008-2012 | Horizon (serie TV documentar)                                             | Rolul său - SETI Institute                  | Episodul:"The Transit of Venus: A Horizon Special" Episodul:"Are We Alone in the Universe?"                                         |
| 2012      | Prophets of Science Fiction (serie TV documentar)                         | Rolul său                                   | Episodul: "George Lucas" |
| 2011      | Curiosity (serie TV documentar)                                           | Rolul său                                   | Episodul: Alien Invasion Are We Ready"                                                                                              |
| 2010      | Ideas That Changed the World (serie TV, documentar)                       | Rolul său                                   | Episodul:"Communication" |
| 2010      | Lost Tapes (serie TV)                                                     | Rolul său - astronom senior, SETI Institute | Episodul:"Reptilian" |
| 2010      | Bad Universe (serie TV documentar)                                        | Rolul său                                   | Episodul:"Alien Attack!" |
| 2010      | Naked Science (serie TV documentar)                                       | Rolul său - astronom senior                 | Episodul: "Hunt for Aliens" Episode:"Alien Contact(2004)"                                                                           |
| 2009      | The Colbert Report (serie TV)                                             | Rolul său (gazdă) - SETI Institute          | Episodul:"Episode #5.70" |
| 2007      | UFO Files (serie TV documentar)                                           | Rolul său - SETI Institute                  | Episodul:"Alien Hunters" Episodul (2005):"UFO Hunters" Episodul (2005):"The Day After Roswell"                                      |
| 2007      | The Universe (serie TV documentar)                                        | Rolul său - astronom senior                 | Episodul:"Search for E.T." |
| 2007      | Is It Real? ((serie TV documentar)                                        | Rolul său - astronom                        | Episodul: "Life on Mars" |
| 2005      | Extraterrestrial - Planeta Aurelia și Luna Albastră, (film TV documentar) | Rolul său - SETI Institute                  | "SETI Institute" |
| 2005      | How William Shatner Changed the World (film TV documentar)                | Rolul său - SETI Institute                  | "SETI Search for Extra Terrestrial Intelligence"                                                                                    |
| 1998      | Life Beyond Earth (film TV documentar)                                    | Consultant științific (echipa de producție) | Scenariu de Timothy Ferris pentru Public Broadcasting Service                                                                       |

## Recunoaștere
A câștigat în 2004 Premiul Klumpke-Roberts, acordat de Societatea Astronomică a Pacificului, ca recunoaștere a contribuțiilor sale remarcabile la înțelegerea și aprecierea publică a astronomiei.
În ianuarie 2010 a fost ales ca membru al Committee for Skeptical Inquiry.
A fost un observator pentru proiectul Phoenix (SETI), precum și un participant activ la diverse forumuri internaționale pentru cercetarea SETI. A fost președinte al Grupului de Studiu Permanent al Academiei Internaționale de Astronautică SETI din 2002 până în 2012.
Shostak a fost nominalizat în octombrie 2010 de Institutul SETI pentru a fi unul dintre cei cincizeci de vorbitori la USA Science and Engineering Festival, unde a vorbit despre munca și cariera sa cu elevii de școală generală și de liceu.

## Viață personală
Printre pasiunile lui Shostak se numără realizarea de filme, trenurile și animația pe calculator. În timp ce a lucrat la Universitatea din Groningen, Olanda, a înființat DIGIMA, o companie de animație pe calculator. Este fratele lui Robert Shostak, dezvoltator al bazei de date relaționale Paradox. 
În primăvara lui 1988, Seth a plecat din Groningen pentru a-și ajuta fratele, care lucra la software-ul bazei de date de imagini din Silicon Valley.
Potrivit CV-lui său, Shostak are un corp considerabil de scriere creativă, mai ales pentru clienți din corporații. El a fost, de asemenea, "omul cu ideea"  unui parc tematic spațial și tehnologic în Olanda și a Expoziției aeriene și spațiale de la Centrul de Științe din California.